# Kenneth Walker III
(en) Statistiques sur pro-football-reference
Kenneth Walker III (né le 20 octobre 2000 à Arlington au Tennessee) est un sportif professionnel américain de football américain dans la National Football League (NFL). 
Il joue au poste de running back pour la franchise des Seahawks de Seattle depuis 2022.

## Biographie

### Jeunesse
Walker est considéré comme une recrue deux étoiles en sortant du lycée Arlington High School, situé dans sa ville natale d'Arlington. Courtisé principalement par des équipes de la FCS, il attire tout de même l'attention de quelques équipes de la FBS dont les Golden Flashes de Kent State. Finalement, Walker s'engage en décembre 2018  avec les Demon Deacons de Wake Forest après la visite de leur campus ,.

### Carrière universitaire
Dès son année freshman, il accumule 579 yards à la course et inscrit quatre touchdowns. Il atteint le même nombre de yards l'année suivante, mais explose son nombre de touchdowns puisqu'il en inscrit 13 en seulement sept matchs. À la fin de la saison, il obtient son transfert aux Spartans de Michigan State. Ceux-ci ont connu une saison 2020 difficile au sol, leur meilleur running back ne dépassant pas les 219 yards sur la saison. Walker s'intègre rapidement dans l'équipe, gagnant 264 yards et inscrivant quatre touchdowns à la course lors de son premier match. Il s'agissait du premier match à plus de 200 yards pour un Spartan depuis Le'Veon Bell en 2013. Il finit la saison avec 1 636 yards et dix-huit touchdowns à la course. Ceci lui permet de remporter le Walter Camp Award ainsi que le Doak Walker Award, deux premières pour un joueur de Michigan State, .
Il se déclare éligible à la prochaine draft en fin de saison 2021.

### Carrière professionnelle

#### Draft
Walker est sélectionné en 41e position lors du deuxième tour de la draft 2022 de la NFL par la franchise des Seahawks de Seattle.

#### Seattle (depuis 2022)
Walker fait rapidement sa place au sein de sa nouvelle équipe. Il termine sa saison rookie avec un total de 1 050 yards, deuxième rookie de l'histoire des Seahawks a atteindre les 1 000 yards derrière Curt Warner. Il mène également la ligue au plus grand nombre de yards gagnés à la course par un rookie. Fin de saison, il est classé deuxième meilleur rookie offensif derrière Garrett Wilson.
Walker est ralenti par une ligne offensive plus faible lors de sa deuxième saison. Zach Charbonnet (en) a rejoint l'escouade des running backs donnant plus de concurrence à Walker  mais il est toujours considéré premier running back de son équipe. Au cours de la saison 2024, il se fait remarquer par ses acrobaties en vue d'éviter les plaquages dont une où il effectue plusieurs roulages avec Alex Anzalone sans avoir été mis au sol avant parvenir à se redresser.

## Statistiques

### Universitaires
| Année       | Équipe                       | Statut      | MJ |     | Courses | Courses | Courses | Courses |       | Passes réceptionnées | Passes réceptionnées | Passes réceptionnées | Passes réceptionnées |
| Année       | Équipe                       | Statut      | MJ | Nb. | Yards   | Moy.    | TD      | Nb.     | Yards | Moy.                 | TD                   |                      |                      |
| 2019        | Demon Deacons de Wake Forest | Fr.         | 13 | 090 | 0 579   | 6,2     | 04      | 03      | 017   | 05,7                 | 0                    |                      |                      |
| 2020        | Demon Deacons de Wake Forest | So.         | 07 | 119 | 0 579   | 4,9     | 13      | 03      | 030   | 10,0                 | 0                    |                      |                      |
| 2021        | Spartans de Michigan State   | Jr.         | 12 | 263 | 1 636   | 6,2     | 18      | 13      | 089   | 06,8                 | 1                    |                      |                      |
| Totaux NCAA | Totaux NCAA                  | Totaux NCAA | 32 | 472 | 2 794   | 5,8     | 35      | 19      | 136   | 07,5                 | 1                    |                      |                      |

### Professionnelles
| Taille             | Poids          | Bras          | Main          | Sprint   | Sprint   | Sprint   | Shuttle 20 yards | 3 cones drill | Détente       | Détente             | Développé couché | Test Wonderlic |
| Taille             | Poids          | Bras          | Main          | 40 yards | 10 yards | 20 yards | Shuttle 20 yards | 3 cones drill | verticale     | horizontale         | Développé couché | Test Wonderlic |
| 1,84 m (0 ft ⅜ in) | 97 kg (214 lb) | 81 cm (32 in) | 25 cm (8⅞ in) | 4,53 s   | 1,54 s   | 2,58 s   | 4,46 s           | 7,16 s        | 94 cm (37 in) | 3,10 m (10 ft 2 in) | 18 reps          | -              |

| Année  | Équipe              | MJ |                 | Courses         | Courses         | Courses         | Courses         |                 | Passes réceptionnées | Passes réceptionnées | Passes réceptionnées | Passes réceptionnées |  | Fumbles | Fumbles |
| Année  | Équipe              | MJ | Nb.             | Yards           | Moy.            | TD              | Nb.             | Yards           | Moy.                 | TD                   | Nb.                  | Perdus               |  |         |         |
| 2022   | Seahawks de Seattle | 15 | 228             | 1 050           | 4,6             | 9               | 27              | 165             | 6,1                  | 0                    | 0                    | 0                    |  |         |         |
| 2023   | Seahawks de Seattle | 15 | 219             | 0 905           | 4,1             | 8               | 29              | 259             | 8,9                  | 1                    | 1                    | 0                    |  |         |         |
| 2024   | Seahawks de Seattle | ?  | Saison en cours | Saison en cours | Saison en cours | Saison en cours | Saison en cours | Saison en cours | Saison en cours      | Saison en cours      | ?                    | ?                    |  |         |         |
| Totaux | Totaux              | 30 | 447             | 1 955           | 4,4             | 17              | 56              | 424             | 7,6                  | 1                    | 1                    | 0                    |  |         |         |

| Année  | Équipe              | MJ |     | Courses | Courses | Courses | Courses |       | Passes réceptionnées | Passes réceptionnées | Passes réceptionnées | Passes réceptionnées |  | Fumbles | Fumbles |
| Année  | Équipe              | MJ | Nb. | Yards   | Moy.    | TD      | Nb.     | Yards | Moy.                 | TD                   | Nb.                  | Perdus               |  |         |         |
| 2022   | Seahawks de Seattle | 1  | 15  | 63      | 4,2     | 1       | 1       | 3     | 3,0                  | 0                    | 0                    | 0                    |  |         |         |
| Totaux | Totaux              | 1  | 15  | 63      | 4,2     | 1       | 1       | 3     | 3,0                  | 0                    | 0                    | 0                    |  |         |         |